# Artillerie-Fliegerabteilung 204
Artillerie-Fliegerabteilung 204 – AFA 204 (Artyleryjski oddział lotniczy nr 204) – niemiecka jednostka obserwacyjna i rozpoznawcza wspomagania artyleryjskiego  Luftstreitkräfte z początkowego okresu I wojny światowej.

## Informacje ogólne
Jednostka została utworzona w dniu 6 sierpnia 1915 roku w Fliegerersatz Abteilung Nr. 6. Jednostka uczestniczyła w walkach na froncie zachodnim. 
30 listopada 1916 roku jednostka została przeformowana i zmieniona w Fliegerabteilung 204 (Artillerie) - (FA A 204).